# Mount Demaria
Mount Demaria är ett berg i Antarktis. Det ligger i Västantarktis. Argentina, Chile och Storbritannien gör anspråk på området. Toppen på Mount Demaria är 635 meter över havet, eller 449 meter över den omgivande terrängen. Bredden vid basen är 6,2 km.
Terrängen runt Mount Demaria är kuperad åt nordost, men åt sydväst är den platt. Havet är nära Mount Demaria västerut. Trakten är glest befolkad. Närmaste befolkade plats är Vernadsky Station, 8,9 kilometer nordväst om Demaria.